# Asesinatos de Ming Qu y Ying Wu
Los asesinatos de Ming Qu y Ying Wu ocurrieron el 11 de abril de 2012, cuando los dos estudiantes chinos graduados fueron asesinados a tiros después de sentarse en su BMW 2003 estacionado a una milla del campus de la Universidad del Sur de California (USC) en Los Ángeles, California . Muchas críticas rodearon la cobertura de los medios de comunicación británicos y estadounidenses sobre el incidente después de que el Daily Mail y otros sitios afirmaran, sin evidencia, que muchas fuentes de noticias chinas consideraban que las dos víctimas habían presumido irresponsablemente de su riqueza. También provocó preocupaciones de seguridad alrededor del campus en el sur de Los Ángeles, un área conocida por su historia de vecindarios plagados de delitos.
Los dos sospechosos, Javier Bolden y Bryan Barnes, de 19 y 20 años en el momento del tiroteo, fueron arrestados en relación con los asesinatos. En 2014, Barnes fue declarado culpable de asesinato y condenado a cadena perpetua sin libertad condicional. En octubre del mismo año, Bolden también fue declarado culpable, y en noviembre fue sentenciado a cadena perpetua sin libertad condicional.

## Detalles
El 11 de abril de 2012, a la 1:00 a. m., los estudiantes Ming Qu y Ying Wu fueron asesinados a tiros después de sentarse en su BMW estacionado 2003 en la cuadra 2700 de Raymond Avenue, ubicada a una milla al noroeste del campus de la Universidad del Sur de California. Después de notar que dos hombres con pistolas se acercaban a ellos en el auto, Qu logró salir del auto y correr a una casa cercana donde golpeó la puerta, pero recibió varios disparos en la cabeza. Wu fue asesinada por un solo disparo en el pecho mientras estaba sentada en el asiento del pasajero delantero. En el momento del tiroteo, estaba lloviendo mucho, creando condiciones desafiantes en la escena del crimen. Qu y Wu fueron llevados al Centro Médico del Hospital de California en el centro de Los Ángeles, donde ambos fueron declarados muertos a su llegada. Los dos estudiantes de 23 años eran de China y estudiaban ingeniería eléctrica. Los investigadores creen que el motivo detrás del tiroteo pudo haber sido provocado durante un robo o robo de un auto.

### Arrestos
La policía rastreó un teléfono celular tomado por los autores de la escena del tiroteo. El 18 de mayo de 2012, eso condujo al arresto de Bryan Barnes, de 20 años, que vivía cerca del campus de la USC en el área del sur de Los Ángeles. Un segundo sospechoso, Javier Bolden, de 19 años, residente de Palmdale, fue detenido ese día. Ambos fueron acusados de dos cargos de asesinato. Bolden y Barnes también fueron acusados de intento de asesinato en un tiroteo no relacionado en diciembre de 2011 en una fiesta en el sur de Los Ángeles, que dejó a una mujer gravemente herida y a un hombre paralítico. Las autoridades también sospechan que Barnes disparó múltiples rondas en una fiesta el 12 de febrero, hiriendo a un hombre de 20 años. Los dos son elegibles para la pena de muerte según los fiscales.

## Consecuencias

### Procedimientos legales
Bryan Barnes se declaró culpable de dos cargos de asesinato el 25 de febrero de 2014, y fue inmediatamente sentenciado a cadena perpetua sin posibilidad de libertad condicional. Barnes también admitió dos supuestas circunstancias especiales que podrían haberlo hecho elegible para la pena de muerte. El coacusado Javier Bolden fue condenado en octubre de 2014 y condenado a cadena perpetua sin libertad condicional.

### Respuesta
Alrededor de mil personas se reunieron en un monumento conmemorativo por las dos víctimas en el Shrine Auditorium la semana siguiente del tiroteo. El cónsul general chino de Los Ángeles, Qiu Shaofang, hizo la siguiente declaración: "El Ministerio de Asuntos Exteriores, el Ministerio de Educación y el Consulado General de la República Popular China en Los Ángeles actuaron inmediatamente después de la tragedia y se comprometieron [a] unir esfuerzos en abordar los problemas derivados del incidente ". El alcalde de Los Ángeles, Antonio Villaraigosa, respondió al ataque enviando sus condolencias.

### Crítica
Los medios de comunicación del EE. UU. Y el Reino Unido fueron muy criticados por dar escasa cobertura de los asesinatos a favor de centrar la atención en un subconjunto de internautas chinos privados que publicaron comentarios en línea que generalmente no simpatizaban con el incidente y criticaron a las víctimas por mostrar innecesariamente lo que creían que era artículos de lujo de los suyos. Tales comentarios no se asociaron con ningún canal oficial de noticias en China. Inmediatamente después de que se informara el tiroteo, un artículo anónimo en el Daily Mail afirmó además que los sitios de noticias chinos no simpatizaban con los asesinatos, pero no proporcionaron ningún ejemplo para respaldar tales afirmaciones. En cualquier caso, los amigos de las dos víctimas declararon que "'Ying y Ming vivieron una vida simple durante su estudio de casi dos años en la USC. Para mantener bajos sus gastos de vida, ambos compartieron habitaciones con otros compañeros de clase'".
El área que rodea el campus de la Universidad del Sur de California es una comunidad urbana de bajos ingresos que tiene una tasa de criminalidad históricamente alta. Los padres de los dos estudiantes presentaron una demanda contra la escuela por tergiversar la seguridad en el campus. La demanda fue desestimada por el juez de la Corte Superior del condado de Los Ángeles, Michael Johnson, en febrero de 2013. Johnson no encontró conexión entre los asesinatos y los esfuerzos autoinformados de la Universidad para proteger a los estudiantes, afirmando que "la causalidad es un problema insuperable para los demandantes".
- Datos: Q16211440